# Global Defence Force Tactics
Global Defence Force Tactics (THE地球防衛軍タクティクス au Japon et Earth Defense Force Tactics en Amérique du Nord) est un jeu vidéo de stratégie au tour par tour développé par thinkArts et édité par D3 Publisher, sorti en 2006 sur PlayStation 2.